# Костянтин Стриєвський
Костянтин Стриєвський (Стрієвський) (? — 1705) — український військовик доби Гетьманщини, соратник гетьмана Дем'яна Ігнатовича. Наказний гетьман (1669), генеральний бунчужний (1669-1672), переяславський полковник (1671-1672).

## Походження
Стриєвські (Стріївські) — відомий з XVI століття волинський зем'янський рід, що походив із села Стриївка Кременецького повіту. Родовий герб Стріївських — «на червоному полі три срібних доземих вруба» — зображений на печатці шляхтича Павла Стріївського 1572 року.

## Життєпис
Вперше згаданий у документах у січні 1669 — як наказний чернігівський полковник. У попередні роки, імовірно, займав старшинські уряди у Чернігівському полку, коли на його чолі був Дем'ян Ігнатович. Входив до кола довірених осіб «наказного гетьмана сіверського». На Глухівській раді у березні 1669 обраний генеральним бунчужним.
Влітку-восени 1669 — наказний гетьман над «сіверськими» полками, що разом із компанійцями М. Кияшка вели бойові дії у Посуллі проти полків, які визнавали владу гетьмана Петра Дорошенка. У липні взяв участь у битві під Рогинцями, у якій був розгромлений корпус «дорошенківського» лубенського полковника Григорія Гамалії. У вересні виступив із Ромен назустріч війську наказного гетьмана Якова Корицького та союзників Дорошенка — білгородських татар. Під Новою Греблею на Сулі відбувся бій, на самому початку якого Стриєвський утік, вирішивши, що супротивник бере гору. Командування взяв на себе Кияшко, збудувавши оборонний табір із возів (вагенбург) і успішно відбивши всі ворожі атаки. Як стверджує С. Величко, наказний гетьман у той час ховався, видаючи себе за школяра: «бувши переляканий поразкою свого війська, відійшов беззвітне від нього і, тулячись там і там, од біди, що наступала на нього, врятував свій гетьманський гонор школярським титулом».
Після цього інциденту не втратив довіру гетьмана Ігнатовича. 1671 призначений переяславським полковником замість Дмитрашка-Райчі, що був ув'язнений за зносини з П. Дорошенком. Після усунення Ігнатовича в результаті старшинського перевороту 1672 утік на Правобережжя. Повернувся 1676 після капітуляції Дорошенка.
1677 дістав чин значного військового товариша, обраний чернігівським полковим суддею. У січні 1677 був членом судової колегії у Чернігові, яка розглядала справу колишнього ніжинського протопопа Симеона (Адамовича). Від гетьмана Івана Самойловича отримав у володіння села Камку та Хотуничі у Седнівській сотні. Після Коломацького перевороту втратив посаду.
Вдруге обраний полковим суддею у 1692, проте вже 1694 пішов у відставку. Помер на початку 1705. 15 травня 1705 гетьман Іван Мазепа передав село Камку седнівському сотнику Федору Домонтовичу.

## Родина
- Син Іван (? — до 1729) — значковий товариш Чернігівського полку.